# Scarus xanthopleura
Scarus xanthopleura es una especie de peces de la familia Scaridae en el orden de los Perciformes.

## Morfología
Los machos pueden llegar alcanzar los 52 cm de longitud total.

## Distribución geográfica
Se encuentran en las islas Ryukyu, Indonesia (Sulawesi), República de Palau y islas Marshall.